# Martina Dalić
Martina Dalić (ur. 12 listopada 1967 w Velikiej Goricy) – chorwacka ekonomistka, finansistka, urzędniczka państwowa i polityk, działaczka Chorwackiej Wspólnoty Demokratycznej (HDZ) i parlamentarzystka. W latach 2010–2011 minister finansów, od 2016 do 2018 wicepremier i minister gospodarki.

## Życiorys
W 1990 ukończyła studia magisterskie na Wydziale Ekonomii Uniwersytetu w Zagrzebiu. Od 1995 pracowała w resorcie finansów, była m.in. dyrektorem departamentu prognoz ekonomicznych i asystentką ministra. W 2000, po utracie władzy przez HDZ, przeszła do sektora prywatnego. Była zatrudniona w banku PBZ kierowanym przez jej byłego przełożonego z resortu Boža Prkę. Po wygranych przez Chorwacką Wspólnotę Demokratyczną wyborach w 2003 powróciła do ministerstwa finansów (do biura strategii), była jednocześnie głównym negocjatorem w zakresie ustawodawstwa finansowego podczas negocjacji akcesyjnych z Unią Europejską.
W grudniu 2010 objęła urząd ministra finansów w gabinecie Jadranki Kosor. Odeszła wraz z całym rządem w grudniu 2011. Z ramienia HDZ w wyborach w 2011 uzyskała mandat deputowanej do Zgromadzenia Chorwackiego. W 2014 wystąpiła z HDZ.
W 2016 nawiązała ponownie współpracę ze swoim poprzednim ugrupowaniem. W październiku tegoż roku lider HDZ Andrej Plenković w swoim nowo utworzonym rządzie powierzył jej stanowisko ministra gospodarki, małej
i średniej przedsiębiorczości oraz rzemiosła, a także stanowisko wicepremiera. Zrezygnowała z tych urzędów w maju 2018.